# قائمة الانتخابات الرئاسية الإيرانية
«الرئيس الإيراني» أو «رئيس إيران»، هو أعلى مسؤول إيراني يُنتخب بالتصويت الشعبي المباشر، ورغم ذلك، فأن سلطته سلطة تنفيذية لأوامر ومراسيم ولي الفقيه المرشد الأعلى للثورة الإيرانية، الذي ينص الدستور على أنه رأس الدولة في إيران. على عكس السلطات التنفيذية في أغلب نظم دول العالم، فإن الرئيس الإيراني ليس لديه أي سيطرة أو سلطة كاملة على أي شيء في البلاد، لأن هذه السلطات هي في نهاية المطاف من صلاحيات ولي الفقيه المرشد الأعلى وفقًا للدستور الإيراني.
ينص الفصل التاسع من دستور الجمهورية الإسلامية الإيرانية على أن المرشح للرئاسة يحق له أن يُنتخب لولايتين رئاسيتين فقط، على الرغم من أن هذا النص جرى خرقه في انتخابات 2005، حيث ترشّح أكبر هاشمي رفسنجاني للمرة الثالثة ولم يفز بالانتخابات، بعد أن سبق له أن انتخب لفترتين رئاسيتين سابقتين في 1989 و1993. إن إجراءات الانتخابات الرئاسية وجميع الانتخابات الأخرى في إيران منوط بأوامر المرشد الأعلى.
تنص مهام الرئيس على أنّه المسؤول التنفيذي الأوّل لإجراء الدستور وتفيذ أوامر ومراسيم المرشد الأعلى، وتشمل مهامه هذه التوقيع على المعاهدات الدولية وغيرها من الاتفاقات مع البلدان الأجنبية والمنظمات الدولية، بعد أن تنال موافقة المرشد الأعلى؛ كذلك من مهامه إدارة شؤون التخطيط والميزانية، وتعيين الحكومة والوزراء والسفراء والمحافظين الذين يجب أن يُصادق عليهم أولًا من قبل البرلمان الإيراني وألا يعترض المرشد الأعلى على تعيينهم، حيث بيده رفض تعيينهم أو إعفائهم من مناصبهم، حتى وإن نالوا موافقة كل من الرئيس والبرلمان الإيراني.
بدأت أوّل انتخابات رئاسية إيرانية في 1980، فاز فيها أبو الحسن بني صدر، بينما آخر انتخابات في 2021، فاز فيها إبراهيم رئيسي، ومن المُقرّر أن تُجرى الانتخابات المقبلة في يونيو 2025 إمّا لإعادة انتخابه لولاية ثانية أو انتخاب رئيس جديد.

## قائمة الانتخابات
| الانتخابات   | التاريخ       | الناخبون المؤهلون للمشاركة في التصويت | عدد المشاركين | نسبة المشاركين | عدد المرشحين | الرئيس المنتخب      | عدد الأصوات | نسبة الأصوات |
| ------------ | ------------- | ------------------------------------- | ------------- | -------------- | ------------ | ------------------- | ----------- | ------------ |
| 1980         | 25 يناير 1980 | 20,993,643                            | 14,152,907    | 67٫41          | 124          | أبو الحسن بني صدر   | 10,709,330  | 75.6         |
| يوليو، 1981  | 24 يوليو 1981 | 22,687,017                            | 14,572,493    | 64٫24          | 4            | محمد علي رجائي      | 12,960,619  | 91.0         |
| أكتوبر، 1981 | 2 أكتوبر 1981 | 22,687,017                            | 16,847,715    | 74٫26          | 4            | علي خامنئي          | 16,007,072  | 97.01        |
| 1985         | 16 أغسطس 1985 | 25,993,802                            | 14,238,587    | 54٫78          | 3            | علي خامنئي          | 12,203,870  | 87.09        |
| 1989         | 28 يوليو 1989 | 30,139,598                            | 16,452,562    | 54٫59          | 2            | أكبر هاشمي رفسنجاني | 15,537,394  | 96.01        |
| 1993         | 11 يونيو 1993 | 33,156,055                            | 16,796,755    | 50٫66          | 4            | أكبر هاشمي رفسنجاني | 10,449,933  | 64.0         |
| 1997         | May 23, 1997  | 36,466,487                            | 29,145,745    | 79٫92          | 4            | محمد خاتمي          | 20,078,187  | 69.06        |
| 2001         | 8 يونيو 2001  | 42,170,230                            | 28,155,969    | 66٫77          | 10           | محمد خاتمي          | 21,659,053  | 77.01        |
| 2005         | 17 يونيو 2005 | 46,786,418                            | 27,958,931    | 59٫76          | 2            | محمود أحمدي نجاد    | 17,284,782  | 61.69        |
| 2009         | 12 يونيو 2009 | 46,199,997                            | 39,371,214    | 84٫83          | 4            | محمود أحمدي نجاد    | 24,592,793  | 62.63        |
| 2013         | 14 يونيو 2013 | 50,483,192                            | 36,821,538    | 72٫94          | 6            | حسن روحاني          | 18,692,500  | 50.71        |
| 2017         | 19 مايو 2017  | 56,410,234                            | 41,366,085    | 73٫33          | 4            | حسن روحاني          | 23,636,652  | 57.14        |
| 2021         | 18 يونيو 2021 | 59,310,307                            | 28,933,004    | 48.8           | 4            | إبراهيم رئيسي       | 17,926,345  | 61.95%       |